# El Mondongo
El Mondongo es un barrio de la ciudad bonaerense de La Plata, en Argentina. Está situado en el límite este del trazado originario la ciudad, entre las Avenidas 1, 60, 122 y 72. Su superficie es de 2 km² (dos kilómetros cuadrados) aproximadamente.
Su nombre se debe a la numerosa población que a principios del siglo XX estaba integrada por trabajadores de los frigoríficos ubicados en Ensenada y Berisso: El Mondongo es el sector de La Plata mejor comunicado en ese entonces con esas ciudades vecinas, a través de la Avenida 60. Como parte de pago, los trabajadores dedicados a la faena vacuna recibían semanalmente un corte de la res vacuna llamado mondongo. Este mondongo, era utilizado en las comidas de los fines de semana. También era vendido en puestos callejeros por los propios trabajadores.

## Historia
La zona actualmente denominada El Mondongo estuvo planificada desde el proyecto original de La Plata. Por su lejanía del centro de la ciudad, fue la última en poblarse, y la de viviendas más económicas. De allí su habitación por obreros de la carne a principios del siglo XX.

## Denominación
La denominación utilizada en la zona es "El Mondongo", con el artículo "el" delante, y no "Mondongo". A diferencia de los barrios de la Ciudad Autónoma de Buenos Aires, muchos barrios de La Plata, llevan artículo delante del sustantivo.

## Personajes ilustres

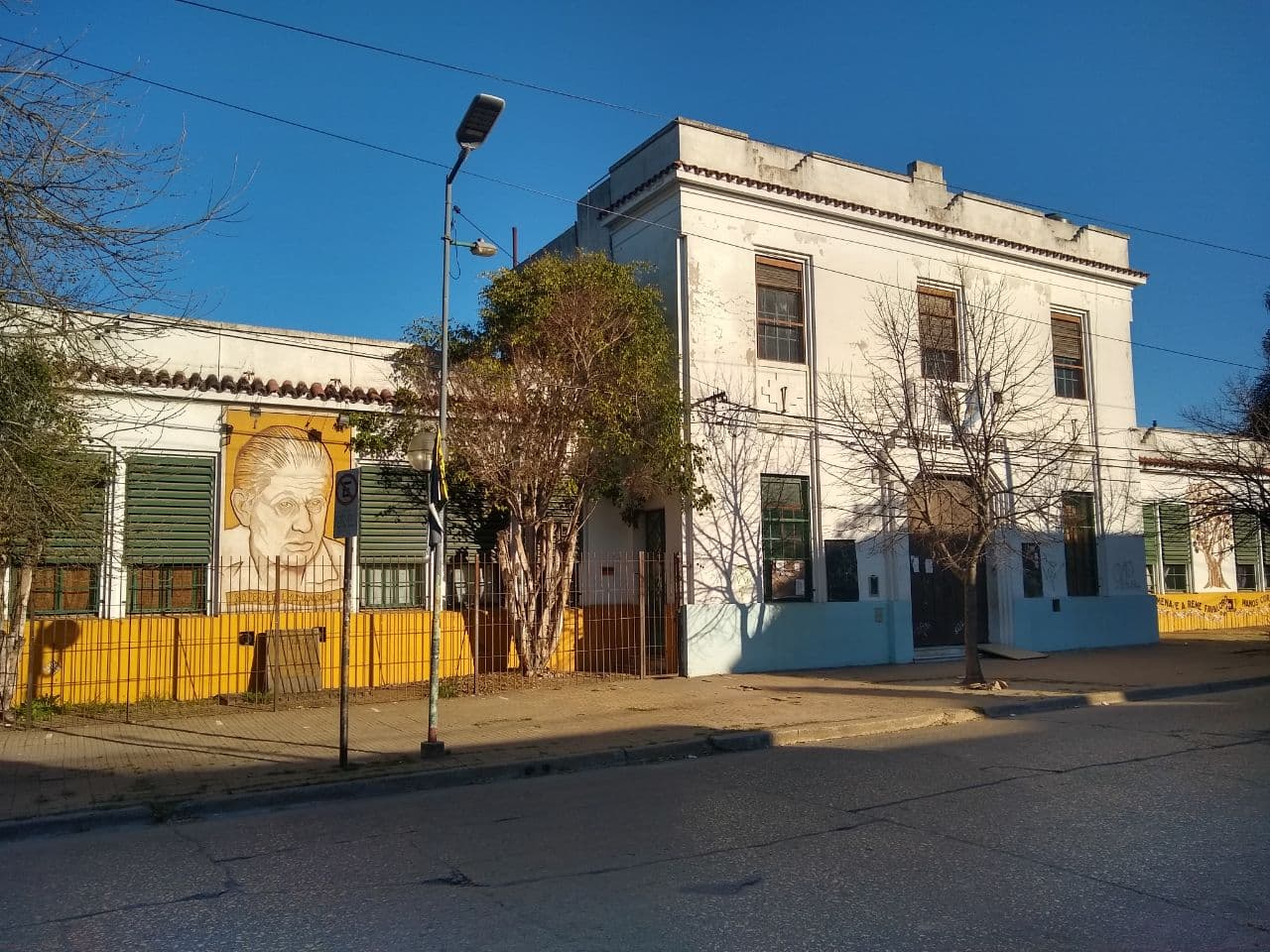
Escuela Primaria Nro 45 "Manuel Rocha", con mural alusivo al Dr. Favaloro.

Uno de los personajes más ilustres del barrio fue el médico cardiólogo René Favaloro, que nació en el mismo y que cursó sus estudios primarios en una humilde escuela de la zona, Escuela Nro 45 "Manuel Rocha", ubicada en calle 68 esquina 116. Favaloro reconocería que la impronta popular y obrera del barrio de La Plata le dio un enfoque popular de su carrera de médico. Hoy una escuela lleva su nombre.

## Instituciones destacadas
En el Mondongo se encuentra la Biblioteca Popular Euforión (hoy también escuela y colegio), una de las más antiguas de La Plata. Se ubican también las oficinas del Ministerio de Trabajo del Gobierno de la Provincia de Buenos Aires.

## Zonas
A pesar de su corta extensión, el barrio alberga zonas que le dan un característico contenido y diversidad cultural. Así, en la zona de la Avenida 66 y la Avenida 1, existe una zona roja. 
Otra de las zonas es la de las facultades de la Universidad Nacional de La Plata que bordean el Bosque que inicia en el cruce de la avenida 60 con la calle 116 y el diagonal 113, donde se ubica el arboretum de la misma universidad. Siguiendo el arboretum por avenida 60 se encuentran la Facultad de Ciencias Veterinarias, Facultad de Ciencias Médicas, la Facultad de Ciencias Agrarias y Forestales, la Facultad de Ciencias Naturales y Museo. Sobre el boulevard 113, desde 2008, se encuentra la Facultad de Periodismo y Comunicación social. Dentro de estas se encuentran el Museo de Anatomía Veterinaria «Doctor Víctor Manuel Arroyo», Museo de Anatomía Humana Normal, Museo de Ciencias Agrarias y Forestales y el Hospital Escuela de Ciencias Veterinarias. El Museo de La Plata, ubicado en el Paseo del Bosque, depende de  la Facultad de Ciencias Naturales y Museo.

## Paseo del Bosque
Rodeando el barrio se encuentra el llamado Paseo del Bosque, habitualmente denominado "El Bosque". La cercanía de este paseo público otorga una diversidad arbórea y una gran cantidad de fauna que puebla el sector de El Mondongo. 